# قلعه بلوچ گت
قلعه بلوچ گت در بخش مرکزی ۵ کیلومتری شمال غربی شهر تیس (چابهار) جای دارد. این قلعه بر بالای کوهی بلندمرتبه قرار گرفته‌است. آثار دیوار دژ و یک برج دیده‌بانی از آن بر جای مانده‌است. بقایای دو آرامگاه هرمی‌شکل برجسته که با سنگ و ساروج بنا گردیده‌اند و از نوع آرامگاه‌های اسلامی هستند به چشم می‌خورد. همچنین آثاری از حصار و باروی دژ در پیرامون محوطه اصلی و پیرامون دژ بالایی نیز برجای مانده‌است. 
چندین چاه به منظور تأمین آب مورد نیاز در صخره کنده شده‌اند. در روی دژ، آب انبارهایی از سنگ و ساروج و گچ در درون صخره ساخته شده‌است که با وسایل و ابزاری آب مورد نیاز را از پای قلعه کشیده و به داخل آب انبارهای بالا می‌رسانده‌اند. این آب‌انبارها در هنگام نیاز ضروری، آب مورد نیاز درون دژ را تأمین می‌کرده‌اند. این قلعه دارای یک موقعیت ممتازی بوده‌است که آبرسانی، دید کافی به دریا و دور بودن آن از دسترس مهاجمان از ویژگی‌های آن بوده‌اند.